# Лав, Нэнси Харкнесс
Нэ́нси Ха́ркнесс Лав (англ. Nancy Harkness Love; урождённая Анна Линкольн Харкнесс (англ. Hannah Lincoln Harkness); 14 февраля 1914, Хоутон, Мичиган — 22 октября 1976, Мартас-Винъярд, Массачусетс) — американская лётчица, военный пилот Второй мировой войны.

## Биография

### Ранние годы
Родилась 14 февраля 1914 года в городе Хоутоне штата Мичиган, в семье врача Роберта Брюса (англ. Robert Bruce Harkness) и Элис Грэхам Харкнесс (англ. Alice Graham Harkness). С детства интересовалась авиацией. В 1927 году подростком провела год в Европе, была свидетелем приземления в Ле-Бурже Чарльза Линдберга после трансатлантического перелёта. В 16 лет совершила свой первый полёт, вскоре получила лицензию пилота.
Окончила Мильтонскую академию в Массачусетсе. В 1931 году поступила в Вассарский колледж в штате Нью-Йорк.
В 1932 году, после окончания первого курса колледжа, получила ограниченную коммерческую лицензию на полёты, дававшую возможность подрабатывать перевозками пассажиров на арендованном самолёте. Получила прозвище «Новичок в небе» (англ. The Flying Freshman).
В годы Великой депрессии пришлось оставить учёбу. В 1934 году Харкнесс переехала в Бостон, работала в авиационной кампании Inter-City Air Service, занимавшейся аэрофотосъёмками, полётными инструктажами, продажей самолётов.

### Предвоенные годы
В 1936 году вышла замуж за авиапилота, майора в запасе Роберта М. Лава (англ. Robert M. Love), и вместе с мужем основала в Бостоне собственную авиационную компанию Inter City Aviation. Одновременно работала в Бюро воздушной коммерции.
В 1936—1937 годах принимала участие в национальных соревнованиях по воздушным гонкам в Лос-Анджелесе и Детройте (второе место). После этого Нэнси перестала принимать участие в гоночных соревнованиях, стала вести лётные дневники — её интересовали методическая сторона полёта и детали, а не суета гонок.
В 1937—1938 годах работала лётчиком-испытателем в Gwinn Aircar Company в Буффало. Вместе с пилотом Фрэнком Хоуком испытывала различные модификации новых самолётов. Среди инноваций были самолёты с трёхколесным шасси, впоследствии ставшие основным стандартом для большинства воздушных судов.

### Вторая мировая война
В мае 1940 года, после начала Второй мировой войны, Нэнси Харкнесс Лав отобрала 49 лётчиц, имевших не менее 1000 лётных часов, и обратилась к возглавлявшему военно-воздушное командование США Роберту Олдсу с предложением создать специальный авиационный корпус из опытных пилотов-участников довоенных соревнований. По замыслу Лав, лётчицы могли заниматься перегонкой самолётов с заводов на военные базы, с тем, чтобы разгрузить мужчин для военных действий. План не осуществился из-за существовавшего запрета на службу женщин в действующей армии.
В начале 1942 года Роберт Лав был призван в армию. 11 марта Нэнси переехала к месту службы мужа, в Вашингтон, где была принята на работу в качестве гражданской служащей в Управление воздушных операций (англ. Air Transport Command, ATC). Она убедила полковника Вильяма Таннера в целесообразности своей идеи использования женщин-лётчиц в воздушных войсках для перегона транспортных самолётов. За несколько месяцев она набрала команду из 29 лётчиц и возглавила новообразовавшуюся Женскую вспомогательную эскадрилью (англ. Women’s Auxiliary Ferry Squadron, WAFS). 7 сентября 1942 года стала первой женщиной-пилотом, зачисленной в Армию Военно-воздушных сил США (AAF). В сентябре 1942 года первые пилоты-женщины начали перегонять самолёты из штата Делавэр.
С 1942 по июнь 1943 года Нэнси Харкнесс Лав командовала четырьмя эскадрильями: в Техасе, Делавэре, Мичигане и Калифорнии.

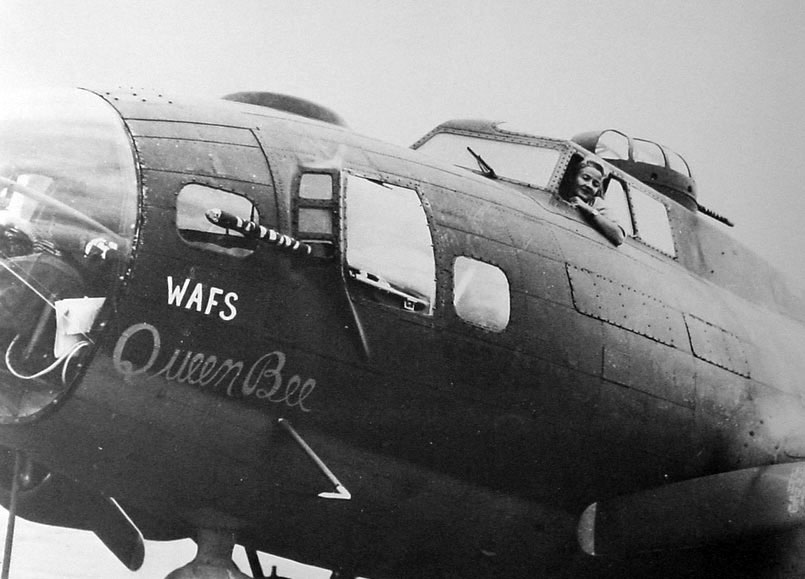
Нэнси Харкнесс Лав на испытаниях Boeing B-17 Flying Fortress «Queen Bee»

5 августа 1943 года подразделения женщин-пилотов были объединены в Женскую службу пилотов Военно-воздушных сил США (англ. Women Airforce Service Pilots, WASP), под руководством Нэнси Харкнесс Лав. Лётчицы числились гражданскими служащими — проведение легализации разрешения на женскую военную службу через Конгресс требовало времени, а их участие в военных действиях было безотлагательно. Первых военных лётчиц называли «оригиналами».
Лётчицы освоили большое количество моделей самолётов. Сама Лав имела лицензии на управление 19 типами военных воздушных судов, в том числе новейшими Douglas C-54 Skymaster, North American B-25 Mitchell, Boeing B-17 Flying Fortress, North American P-51 Mustang и др.
К концу войны Нэнси Харкнесс Лав работала над совершенствованием управления военно-воздушными подразделениями.

### Послевоенные годы
В 1948 году, после образования Военно-воздушных сил США Нэнси Харкнесс Лав было присвоено звание подполковника Резерва главного командования ВВС.
После войны в семье Нэнси и Роберта Лавов родилось трое дочерей, но Нэнси продолжала работать в авиационной промышленности, а также организациях, занимавшихся проблемами женщин-ветеранов войны.
Нэнси Харкнесс Лав умерла 22 октября 1976 года в возрасте 62 лет, за три года до того, как женщин начали принимать на действительную военную службу в Военно-воздушные силы США. Среди её вещей осталась коробка, хранившаяся в доме более 30 лет. В ней был рукописный список женщин-лётчиц, составлявшийся Нэнси с 1940 года, и фотографии всех женщин, погибших под её командованием.

## Признание
В конце Второй мировой войны Нэнси Харкнесс Лав была награждена Воздушной медалью США «за оперативную подготовку более 300 женщин-пилотов новейших военных самолетов». (Одновременно её муж, Роберт Лав, получил медаль «За выдающуюся службу».)
В 1996 году Нэнси Харкнесс Лав посмертно зачислена в Airlift/Tanker Association, заслуги лётчицы отмечены также в Мичиганском зале славы женщин (1989) и Национальном авиационном зале славы в городе Дейтон, штат Огайо (2005).
Памятник Нэнси Лав установлен в аэропорту округа Нью-Касл штата Делавэр.